# Đình Tân Hoa

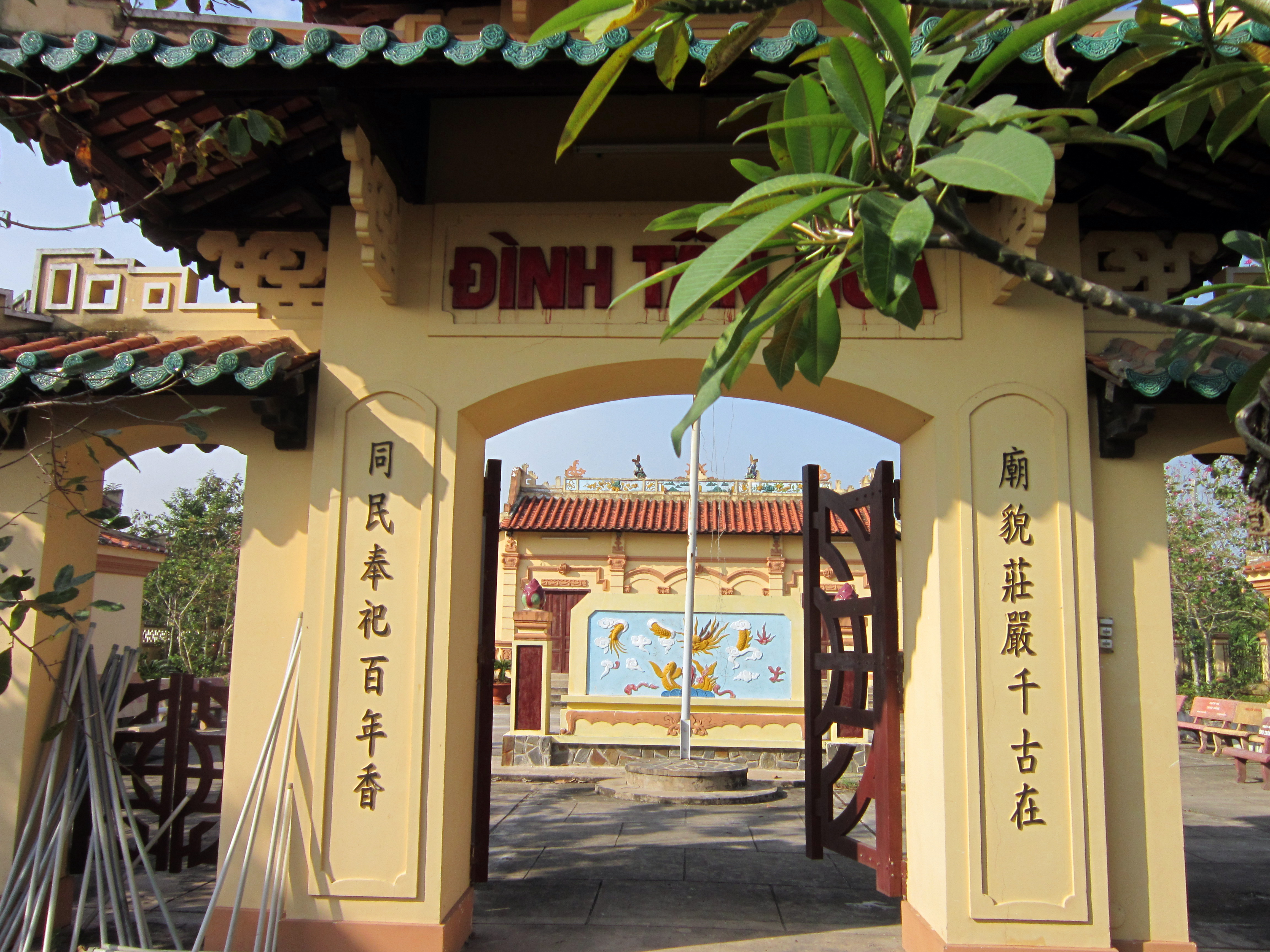
Cổng chính đình Tân Hoa hiện nay

Đình Tân Hoa  từng có tên là Tân Hóa, Tân Hòa (còn được gọi là đình Cái Đôi vì mặt tiền đình trước đây hướng ra vàm rạch Cái Đôi), xưa thuộc huyện Vĩnh Bình, Phủ Định Viễn; nay thuộc ấp Tân Hưng, xã Tân Hòa, thành phố Vĩnh Long, tỉnh Vĩnh Long, Việt Nam.
Đây là một công trình kiến trúc vừa mang tính nghệ thuật, vừa ghi dấu một thời lưu dân Việt đã đến đây khai hoang lập ấp. Năm 1998, đình Tân Hoa đã được ngành chức năng công nhận là di tích "lịch sử-văn hóa" cấp quốc gia.

## Lịch sử

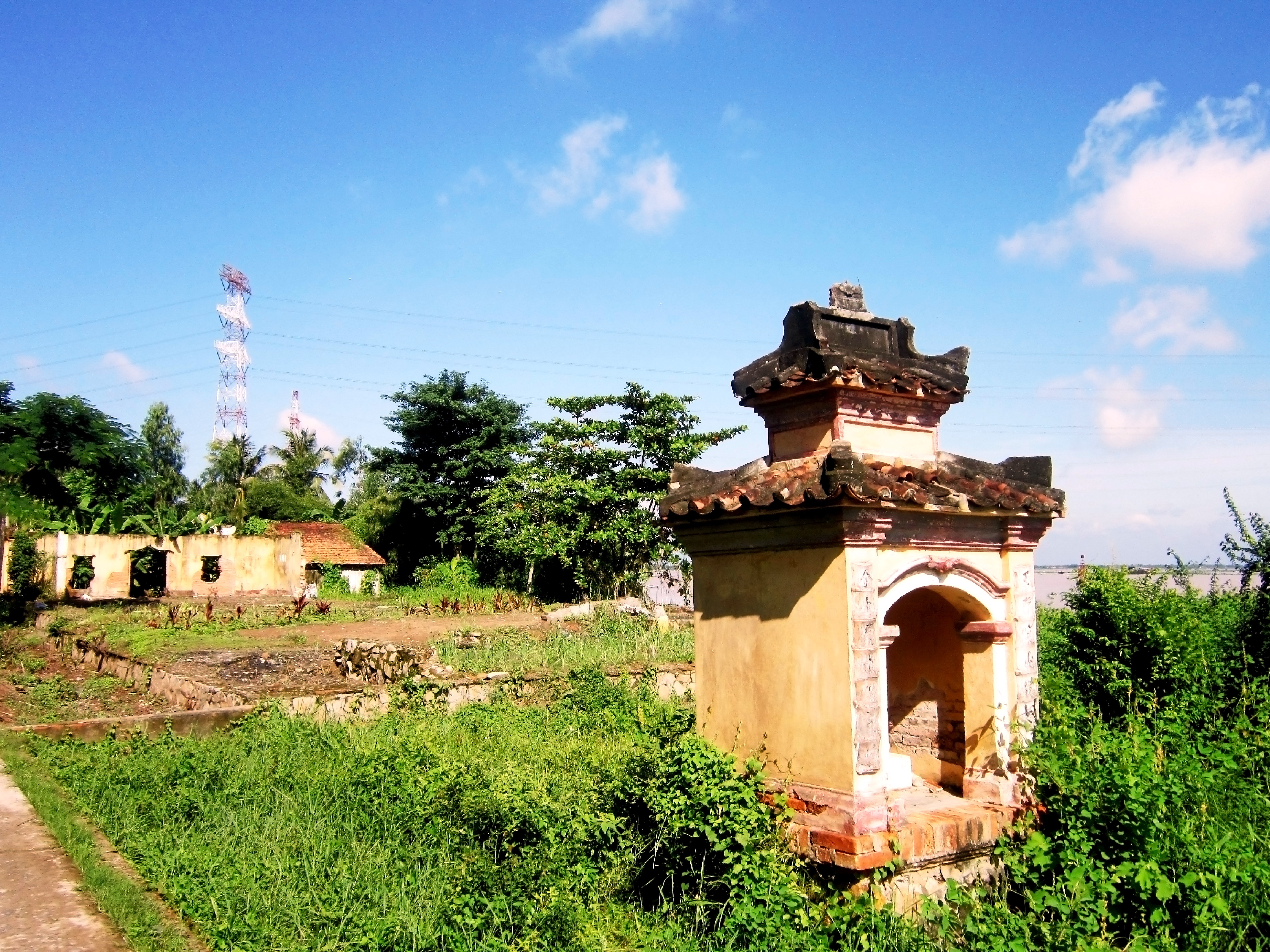
Nền cũ của đình Tân Hoa

Theo lời kể, vào khoảng giữa thế kỷ 18, có một quan chức tên là Nguyễn Tự Tôn đã đứng ra chiêu mộ dân thành lập một làng (sau có tên là Tân Hoa) nằm cạnh sông Tiền.
Sau khi việc khai hoang lập ấp cơ bản đã hoàn thành, đình Tân Hoa được người dân trong làng dựng lên. Chưa rõ ngôi đình ở buổi đầu có diện mạo như thế nào, chỉ biết vào khoảng năm Mậu Ngọ (1789), quy mô của đình đã khá là bề thế. Biết được điều này là nhờ một số hiện vật còn lưu giữ như bài Văn tế thần Thành hoàng Đại vương (dấu ấn tín ngưỡng có từ thế kỷ 18), một tấm biển hiệu có kích thước lớn khắc ba chữ Tân Hoa Đình theo lối triện làm trong năm vừa kể...
Vì có công lập làng, nên khi mất, Nguyễn Tự Tôn được người dân ở đây tôn làm Tiền hiền, và được tòng tự trong ngôi đình trên.
Đến đời ông Nguyễn Văn Bửu (cháu nội ông Nguyễn Tự Tôn), đình Tân Hoa lại được trùng tu, nhờ ông này đã đứng ra vận động dân làng góp công, góp của. Vì vậy, mà ông được triều đình ban hàm Bá hộ, và khi mất được dân làng tôn làm Hậu hiền, đồng thời cũng được tòng tự trong đình như nội ông.
Sau vì trùng tên húy bà Hoàng Thái hậu Hồ Thị Hoa (vợ vua Minh Mạng, mẹ vua Thiệu Trị) nên làng và đình phải đổi tên thành Tân Hóa.
Ngày 29 tháng 11 năm Tự Đức thứ 5 (ngày 8 tháng 1 năm 1853), đình Tân Hóa được triều đình ban sắc thần là Bổn cảnh Thành hoàng chi thần.
Tháng 3 năm 1862, quân Pháp đến đánh chiếm Vĩnh Long. Trong cơn binh lửa, sắc thần đình Tân Hóa bị thiêu hủy. Về sau, khi tỉnh Vĩnh Long được trả lại cho triều đình Huế theo Hòa ước Nhâm Tuất 1862, đình mới được bộ Lễ cấp lại một bản sao sắc thần. 
Bản sao này chỉ là một tờ giấy trắng (loại giấy lệnh), viết nguyên văn đạo sắc thần cũ, nhưng phía dưới không phải là ấn vua mà là dòng chữ "Lễ Bộ cung lục, Tân Hóa xã tuân chiếu phụng tự", kèm theo dấu "Lễ Bộ chi ấn" của bộ Lễ.
Đầu thời Pháp thuộc, làng Tân Hóa nhập với làng Tân Hội, Tân Nhơn, lấy tên mới là Tân Hòa. Do đó vào năm Canh Tuất (1910), đình Tân Hóa được trùng tu và đổi tên là Tân Hòa linh miếu.
Năm 2008, do bờ sông Tiền bị sạt lở, chính quyền địa phương đã di dời ngôi đình vào vị trí mới, cách địa điểm cũ khoảng 1 km. Công trình được khánh thành vào ngày 21 tháng 07 năm 2009. Hiện nay, đình được đổi lại tên cũ là Tân Hoa.

## Kiến trúc

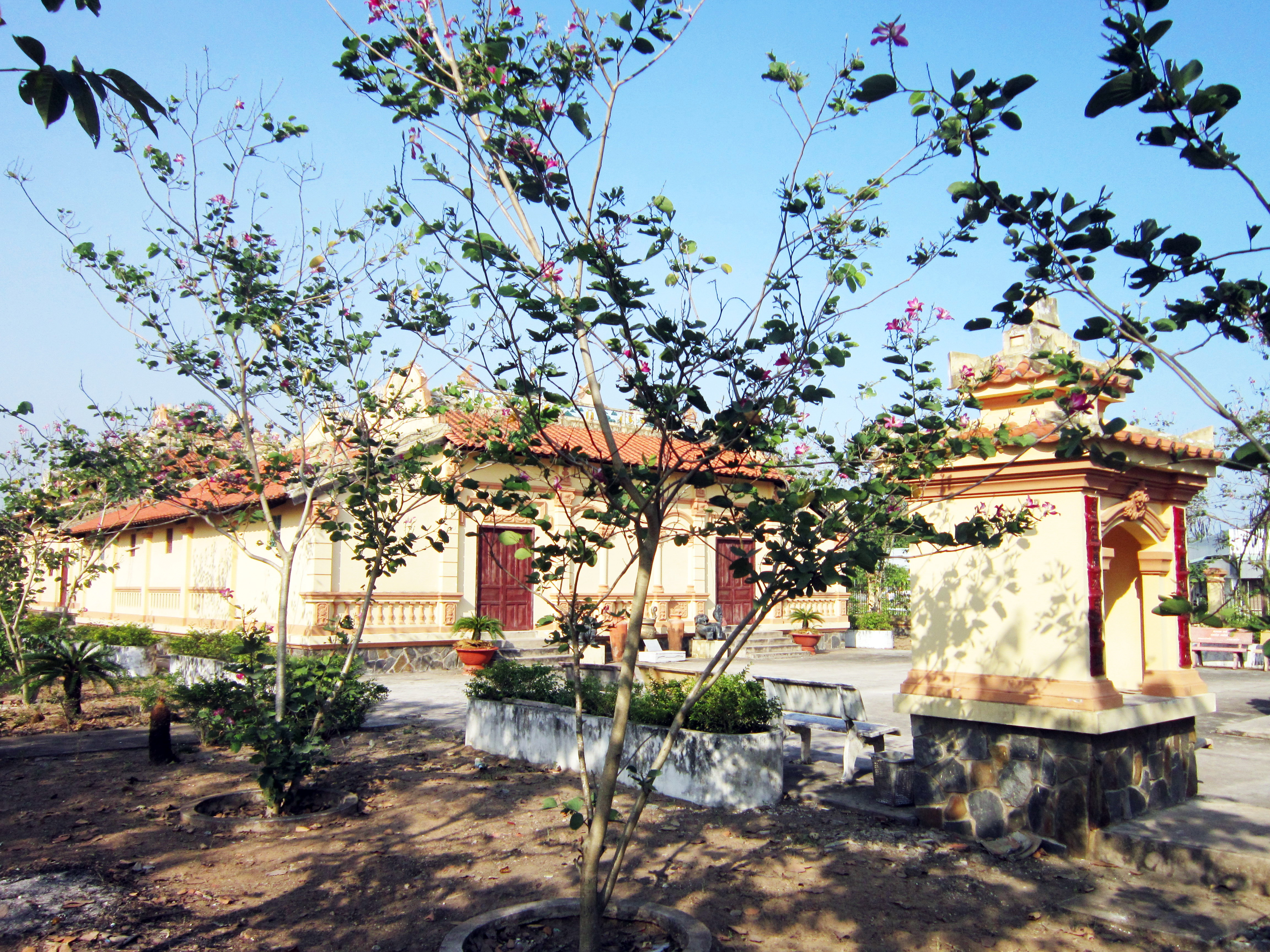
Đình Tân Hoa

Đình Tân Hoa hiện nay (xem ảnh) có hình dáng như cũ: phần nội thất giữ nguyên, chỉ xây thêm cổng, tường rào, sân hè, nhà trù và hệ thống điện chiếu sáng. Tất cả gồm có sáu nóc làm theo kiểu xếp đọi, mang dáng dấp chung của kiểu đình làng Nam Bộ, nhưng cũng có những nét riêng.
Chánh điện là một ngôi nhà tứ trụ, được nới rộng ra bốn phía bằng kèo đấm và tám kèo quyết. Các ngôi nhà khác như võ ca, võ quy, hậu điện... đều làm theo kiểu ba gian hai chái.
Nền đình xây bằng đá chẻ (sau này người ta cho xây tường gạch vây quanh). Mái đình được lợp bằng ngói âm dương, nối liền nhau bằng hệ thống máng xối. Các bờ nóc, bờ mái được xây cao và gắn nhiều hình trang trí bằng sành như: lưỡng long tranh châu, ngư hóa long, phượng hàm thư, Bát Tiên...

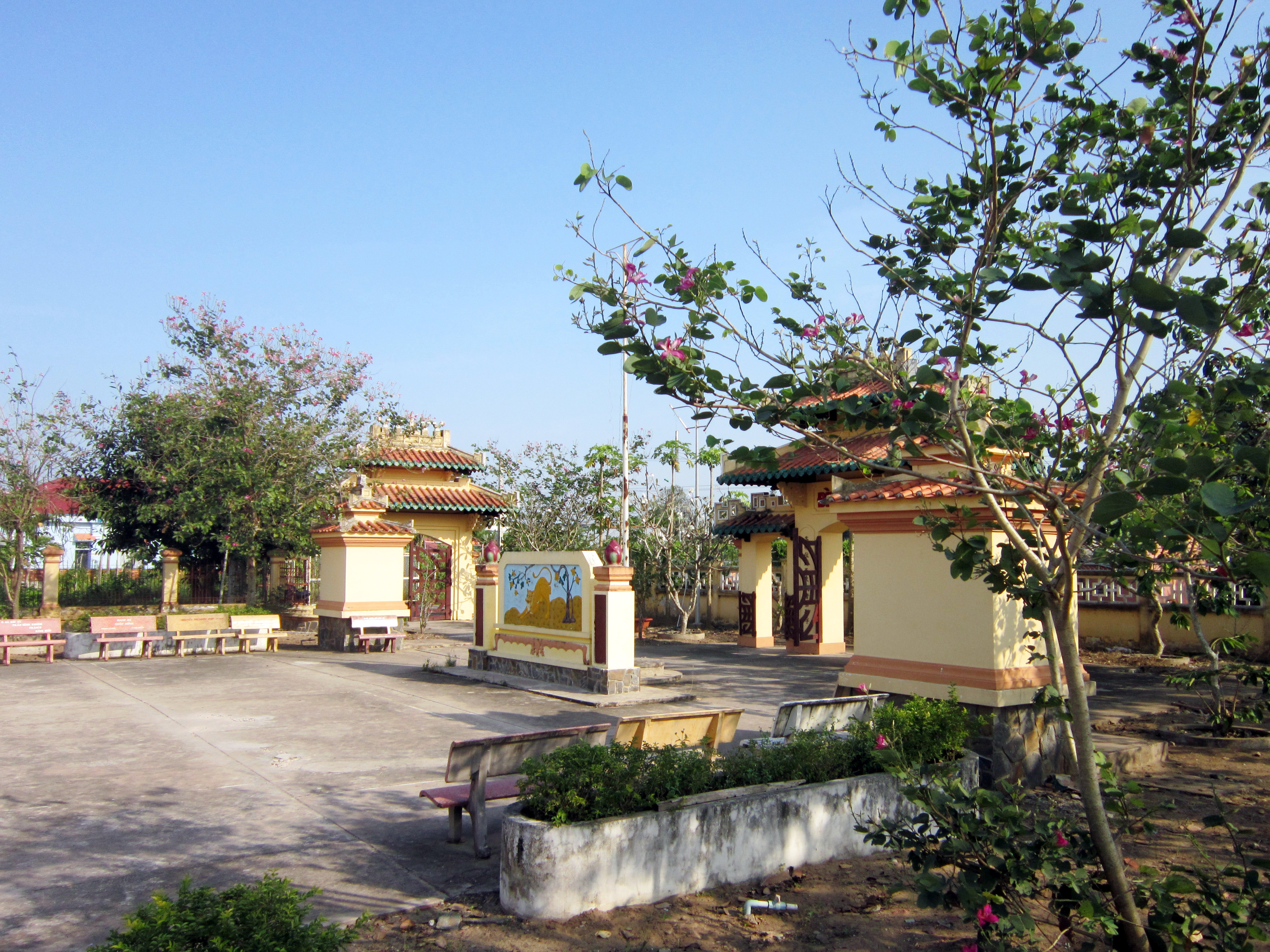
Sân đình Tân Hoa

Trang trí nội thất của đình có nhiều chi tiết độc đáo, đặc biệt là những hình gốm Cây Mai sản xuất tại Chợ Lớn vào những năm đầu thế kỷ 20. Bộ giàn trò bằng gỗ quý, cột đình to, một người ôm không xuể. Hệ thống cột, kèo được chạm khắc rất công phu như: bốn cây kèo đùi ếch võ đậu được đục đẽo thành hình những con rồng, thân kèo là thân rồng, những lá dung đỡ cây đòn tay cuối tầng mái biến thành những đầu rồng. Có thể nói đây là nét lạ về kỹ thuật, đẹp về thẩm mỹ mà khả năng chịu lực không hề suy giảm.
Đình Tân Hoa còn có điểm khác lạ nữa đó là giữa sân đình không có đàn Thần Nông, mà chỉ có một tấm bình phong đắp hình "long mã phụ đồ" như những ngôi đình ở Thừa Thiên. Còn Thần Nông lại được thờ trong một ngôi miếu con ở góc bên. Ngoài ra, vì được trùng tu vào đầu thế kỷ 20 (1910), nên trên các đầu cột ở hàng hiên phía trước có một số hoa văn kiểu Pháp.
Hiện trong đình Tân Hoa còn giữ được hàng chục bộ bao lam, hàng chục hoành phi, câu đối, rất nhiều tự khí như lỗ bộ, lư, đỉnh, hương án, khánh thờ...Đặc biệt, những tác phẩm chạm trổ đều do thợ Tân Nhơn (thợ ở địa phương) thực hiện.

## Lễ tế

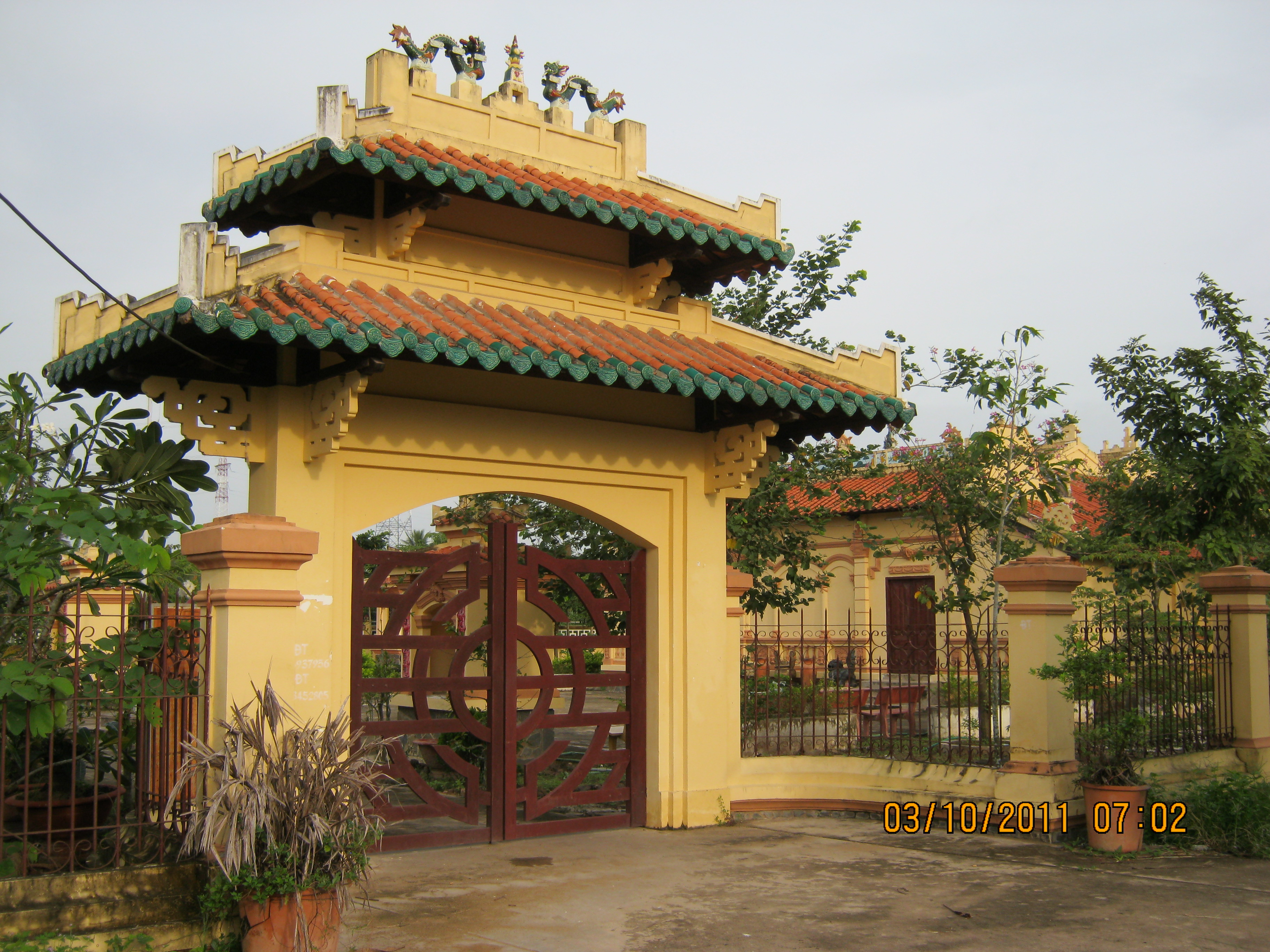
Cổng phụ đình Tân Hoa

Mỗi năm, tại đình Tân Hoa có các ngày lễ chính: 
- Lễ Thượng Điền vào ngày 11 và 12 tháng 9 âm lịch.
- Lễ Hạ Điền-Kỳ yên, từ ngày 11 đến 13 tháng 3 âm lịch hàng năm. Đây là lễ hội lớn nhất trong năm.